# Opština Aerodrom
Die Opština Aerodrom (mazedonisch Општина Аеродром; albanisch Komuna e Aeroportit) ist eine Ortschaft und eine der 10 Opštini der nordmazedonischen Hauptstadt Skopje.
Sie liegt im südöstlichen Teil der Stadtgemeinde. Die Gemeinde hatte laut der letzten Volkszählung vom Jahr 2021 77.735 Einwohner. Davon waren 66.245 Mazedonier, 2.155 Serben, 851 Albaner, 652 Aromunen, 464 Türken, 459 Roma, 403 Bosniaken und 6.506 gehörten anderen Ethnien an, gaben jene nicht an oder die Ethnie war unbekannt.